# 長野バイパス

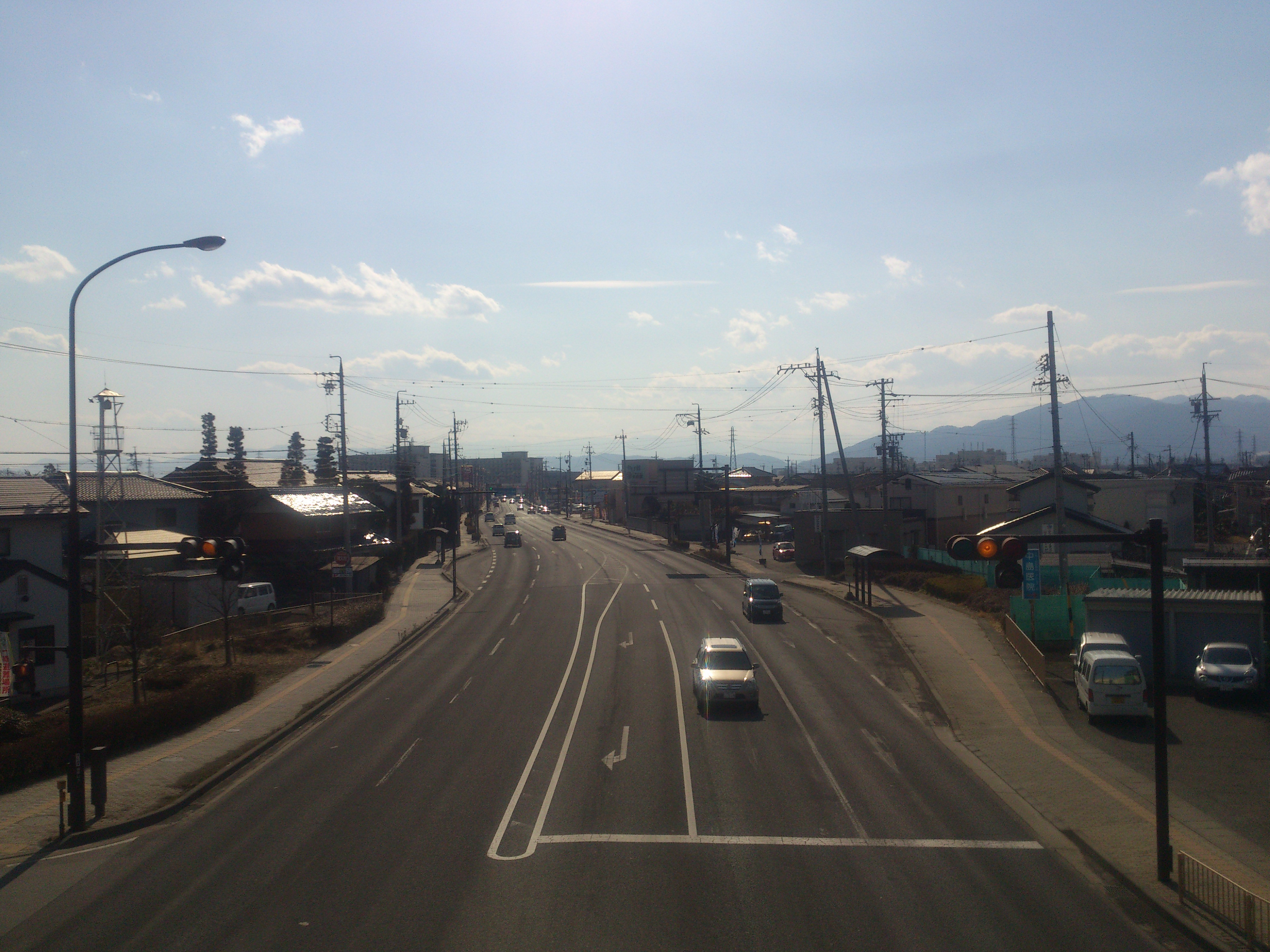
長野市柳原から長野市街地方面を望む

長野バイパス（ながのバイパス）は、長野県長野市若里から上水内郡牟礼村（当時）牟礼に建設された国道18号のバイパスである。開通当時は長野大橋および篠ノ井バイパスが未開通で、丹波島橋（現国道117号）が国道18号の指定区間だったため、バイパスはその北詰を起点としていた。両者の開通後、丹波島橋が国道18号の指定から外れるのに伴い、起点の荒木交差点から上千田交差点までの区間は長野県道372号三才大豆島中御所線になった。
長野市北部の柳原北交差点から浅野交差点までの区間は、沿道にりんご畑が広がることからアップルラインの愛称がついている。

## 概要

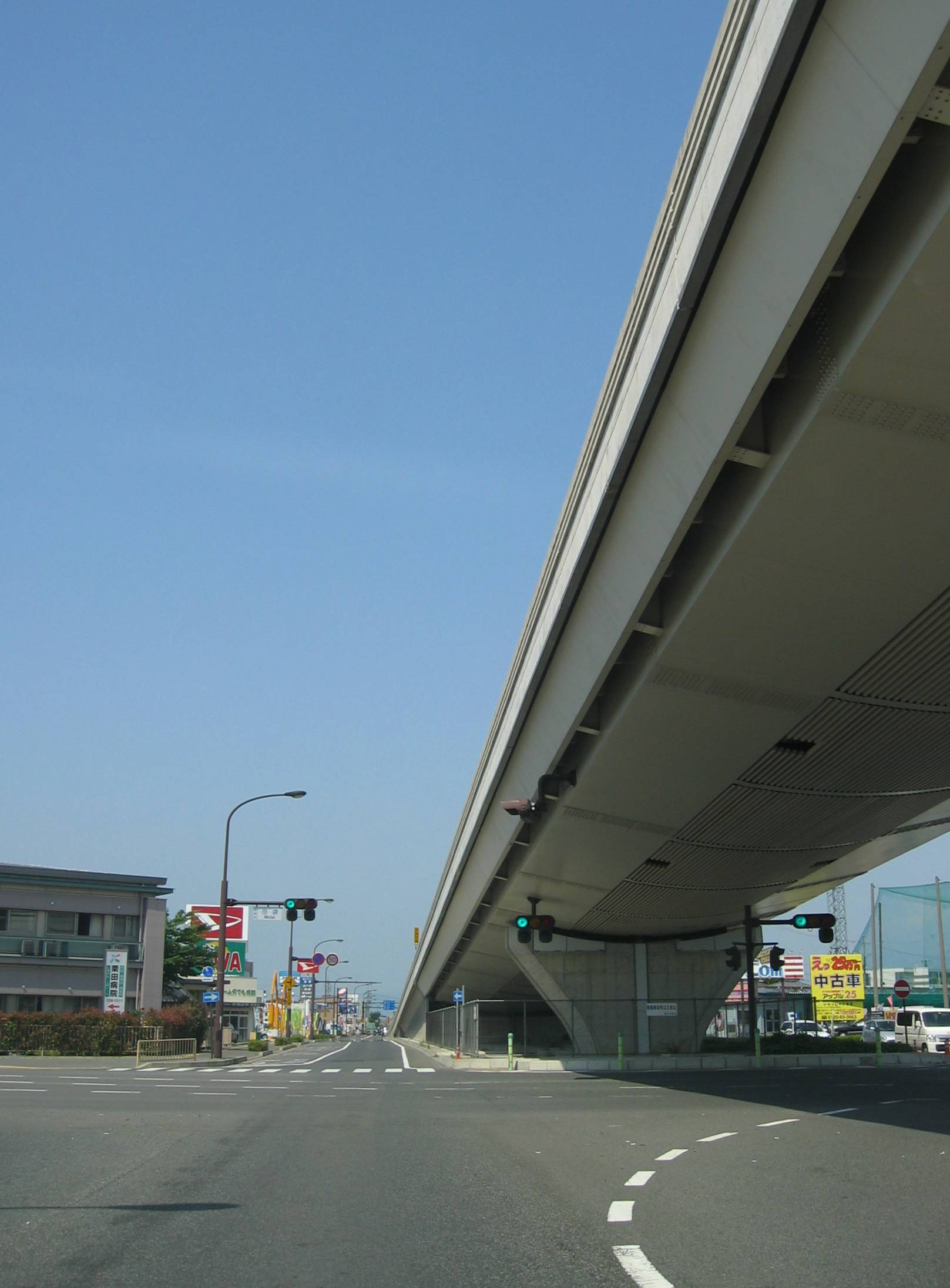
母袋高架橋（長野市）

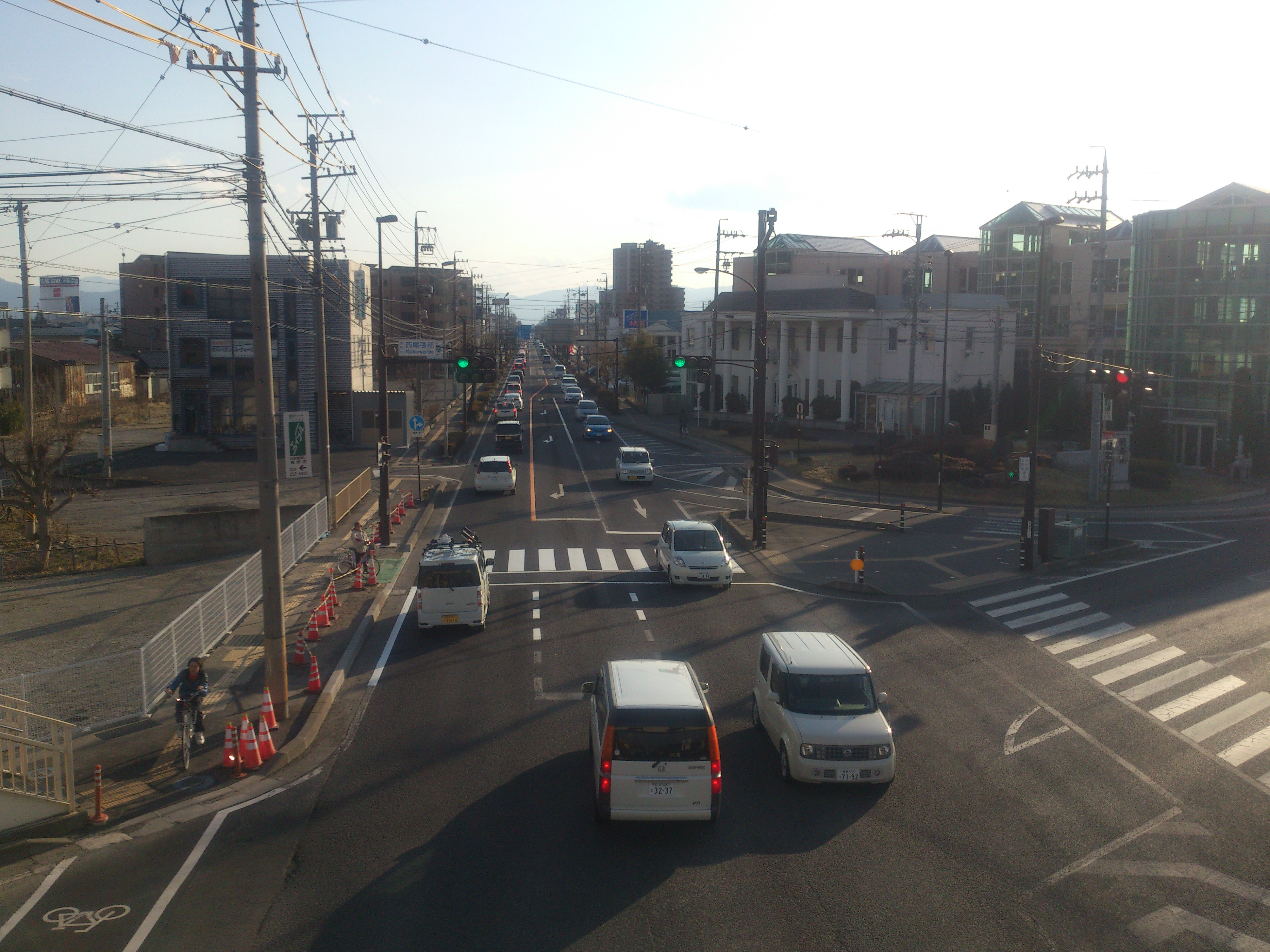
国道19号と交わる西尾張部交差点。市街地に近づくと2車線になり、常時混雑する

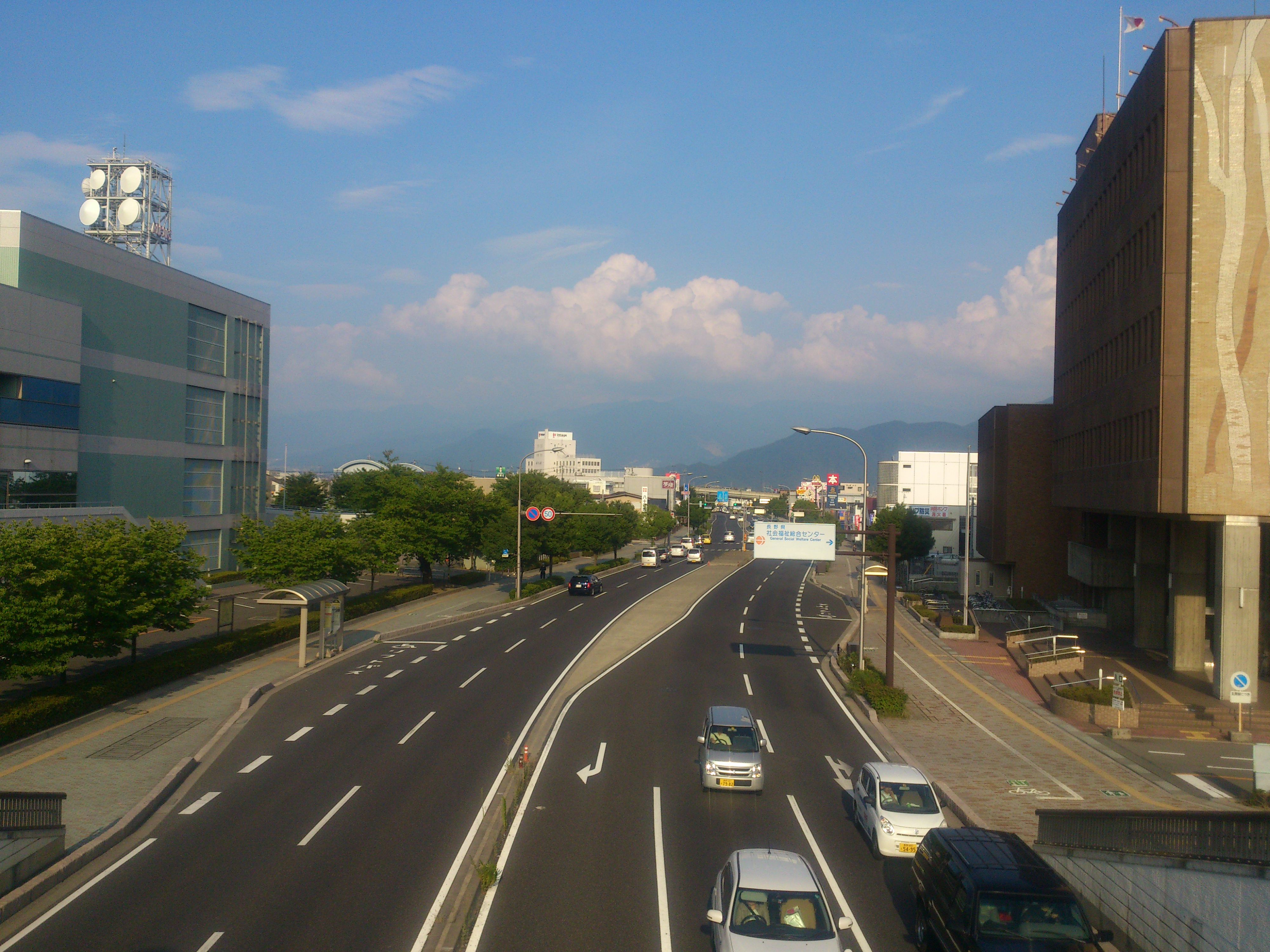
県道に降格した区間（長野市若里七丁目）。4車線化されたのは県道となってからのこと。

- 起点 : 長野県長野市若里（荒木交差点、現在の長野県道372号三才大豆島中御所線の起点）
- 終点 : 長野県上水内郡飯綱町牟礼
- 全長 : 24.3km
- 道路規格 : 第3種平地部・第3種山地部
- 設計速度 : 70km/h（平地部）・50km/h（山地部）
- 最急縦断勾配 : 6%
- 最小曲線半径 : 50m
- 車道幅員 : 8.5m - 12m
- 車線数 : 2車線・一部区間4車線
- 事業費 : 19億5,300万円

建設の目的は、それまで長野市街に入り込んでいた18号が引き起こす渋滞の緩和であり、建設省関東地方建設局長野国道工事事務所（現在の長野国道事務所）によって建設された。しかし現在では、長野市街地の拡大に伴い、このバイパスの市街地区間はネックとなっており、長野オリンピック直前には長野市母袋（もたい）付近の区間は高架化され、また新たに長野東バイパスの建設も進んでいる。

### 重複区間
- 国道117号 : 長野市西尾張部交差点 - 長野市浅野交差点
- 国道406号 : 長野市東和田交差点 - 長野市柳原北交差点

## 地理
- 信州大学長野（工学）キャンパス
- 長野赤十字病院
- 水野美術館
- 長野市若里多目的スポーツアリーナ（ビッグハット）
- NHK長野放送局
- 文化学園長野中学校・高等学校
- 中部森林管理局
- 日本郵政信越支社
- 北陸地方整備局千曲川河川事務所
- 関東地方整備局長野国道事務所
- 長野運輸支局
- 長野東郵便局
- 長野運動公園

## 交差する道路
- 上側が起点側、下側が終点側。左側が上り側、右側が下り側。
- 交差する道路の特記がないものは市道。

| 交差する道路                                         | 交差する道路                                         | 交差する場所 | 交差する場所   | 路線番号  | 高崎から (km) |
| ---------------------------------------------------- | ---------------------------------------------------- | ------------ | -------------- | --------- | ------------- |
|                                                      |                                                      |              |                |           |               |
| 国道117号                                            | 国道117号                                            | 長野市       | 荒木           | 県道372号 | -             |
| 国道18号 上田・松本方面 県道372号三才大豆島中御所線  | -（屈折）                                            | 長野市       | 上千田         | 県道372号 | -             |
| 国道18号 上田・松本方面 県道372号三才大豆島中御所線  | -（屈折）                                            | 長野市       | 上千田         | 国道18号  | -             |
| 県道34号長野菅平線                                   | 県道34号長野菅平線                                   | 長野市       | 南俣           |           |               |
| 県道58号長野須坂インター線                           | 県道58号長野須坂インター線                           | 長野市       | 上高田北       |           |               |
|                                                      | 国道19号 善光寺・長野県庁方面                        | 長野市       | 西尾張部       | 118.6     |               |
| -（屈曲）                                            | 国道406号                                            | 長野市       | 東和田         | 119.7     |               |
| 県道375号大豆島東和田線                              | 東豊線                                               | 長野市       | 運動公園南入口 |           |               |
| 県道372号三才大豆島中御所線                          | 県道372号三才大豆島中御所線                          | 長野市       | 北尾張部       |           |               |
| -                                                    | 県道374号北長野停車場中俣線                          | 長野市       |                |           |               |
| -                                                    | 県道370号柳原停車場線                                | 長野市       | 柳原駅入口     |           |               |
| 国道406号 国道18号長野東バイパス                     | -（屈曲）                                            | 長野市       | 柳原北         | 122.7     |               |
| 県道368号村山豊野停車場線                            | 県道368号村山豊野停車場線                            | 長野市       | 赤沼           |           |               |
| 県道66号豊野南志賀公園線                             | 県道66号豊野南志賀公園線                             | 長野市       | 豊野           |           |               |
| 国道117号                                            | 県道399号長野豊野線                                  | 長野市       | 浅野           | 130.8     |               |
| 上水内北部広域農道豊野幹線（北信五岳道路豊野ライン） | 上水内北部広域農道豊野幹線（北信五岳道路豊野ライン） | 長野市       | 大倉中央       |           |               |
| 県道362号牟礼永江線                                  | -（屈折）                                            | 飯綱町       | 深沢           |           |               |
| 県道60号長野荒瀬原線                                 | 県道60号長野荒瀬原線                                 | 飯綱町       | 牟礼駅入口     |           |               |
| 国道18号 上越・妙高方面                              |                                                      |              |                |           |               |

## 沿革
- 1959年（昭和34年）12月 : 着工。
- 1966年（昭和41年）9月 : 全線開通[1]。
- 1994年（平成6年）3月 : 母袋交差点改良事業着手。
- 1997年（平成9年）12月 : 母袋高架橋完成、供用開始。

## 交通量
2005年度（平成17年度道路交通センサスより）
平日24時間交通量（台）
- 長野市西和田441-2 : 29,595
- 長野市赤沼2391 : 27,090

## その他
- 国道406号との重複区間が始まる東和田交差点付近には、東和田情報ステーションが1996年（平成8年）9月に、次いで赤沼情報ステーションが設置された。
- 地元長野市では長野バイパスというと、一般的に母袋交差点以降から東和田交差点もしくは柳原北交差点までを指すようになっている。これは「長野バイパス」の案内標識がなく、地図上でも殆ど表示されていない（一部カーナビゲーションではこの区間のみ表示される）、また区間中に「長野バイパス店」という店名のガソリンスタンドが存在するためである。